# François II. d’Espinay, marquis de Saint-Luc
François II. d’Espinay, Marquis de Saint-Luc (* um 1603; † April 1670) war ein französischer Adliger und Militär, Gouverneur und Lieutenant-général.

## Leben
François d’Espinay war der älteste Sohn von Timoléon d’Espinay (1579/80–1644), Marquis de Saint-Luc, Comte d’Ételan, Seigneur et Châtelain de Gaillefontaine, Lieutenants du roi commandant en chef von Guyenne, Marschall von Frankreich, Ritter im Orden vom Heiligen Geist, und Henriette de Bassompierre (um 1582–November 1609). Er war der Enkel von François I. d’Espinay, Großmeister der Artillerie von Frankreich, und Neffe von François de Bassompierre, Marschall von Frankreich. François d’Espinay selbst war Marquis de Saint-Luc und Comte d‘Ételan sowie Seigneur und Baron dieser Herrschaften.
Am 30. Januar 1627 wurde er zum Mestre de camp en survivance (oder Demission) im Regiment seines Vaters ernannt, trat aber 1641, also vor dem Antritt, zurück. Er kämpfte von 1627 bis 1635 in diesem Regiment in Guyenne (Montauban, Bordeaux). Am 20. Mai 1635 kämpfte er innerhalb des Französisch-Spanischen Kriegs in der Schlacht bei Les Aveins unter den Marschällen Châtillon und Chaulnes. 1636 nahm er unter dem Comte de Soissons an der Belagerung von Corbie teil, das im November kapitulierte. 1637 nahm er unter Kardinal de La Valette an der Eroberung von Landrecies und La Capelle teil. 1638 nahm er unter dem Duc de Longueville an der Niederlage des Herzogs von Lothringen teil, sowie an der Eroberung von Poligny. 1639 gehörte er der Armee des Marquis de Feuquières an und nahm an der Belagerung von Thionville teil, dann an der Belagerung von Arras (9. Juli bis 9. August 1640). Im April 1641 gab er das Kommando über sein Regiment ab.
1644 wurde er Lieutenant du roi commandant en chef von Guyenne, dann Gouverneur von Périgord und anschließend Gouverneur von Montauban. 1647 wurde er zum Maréchal de camp befördert, am 7. Juli 1650 zum Lieutenant-général.
1651 nahm er unter dem Kommando des Marechal de La Meilleraye an der Belagerung von Bordeaux teil. Im Winter 1651/52 glaubte er Condé in seinem Feldlager In Caudecoste (Guyenne), überraschen zu können; der war aber gewarnt worden und hatte sich zurückgezogen. Condé schickte Gefangene, die er gemacht hatte, mit der Botschaft „Condé est là en personne“ (Condé ist persönlich anwesend) zu Saint-Luc zurück – und bei Condés erstem Angriff zog sich Saint-Luc ebenfalls zurück. Der Kardinal de Retz kommentierte dies mit: „Condé hat sie weniger durch den Schock seiner Waffen als durch den Klang seines Namens niedergeschlagen.“
François d’Espinay wurde Gouverneur von Périgord und am 31. Dezember 1661 Ritter im Orden vom Heiligen Geist.
Saint-Simon beschreibt ihn und seine Ehefrau: „Er war ein Mann von großem Geist, sehr beliebt und vollkommen ruiniert. Seine Frau, die nichts war und deren Vater Lagrange-Trianon hieß, war schön und galant, äußerst beliebt und unter den Angesagtesten gewesen.“
Er starb im April 1670 und wurde im Couvent des Célestins in Paris bestattet.

### Ehe und Nachkommen
Er heiratete 1643 Anne de Buade de Frontenac († 6. Januar 1665), Tochter von Henri de Buade, Comte de Palluau, Marquis de Frontenac, Ritter im Orden vom Heiligen Geist, und Anne Phélypeaux; sie war die Schwester bzw. Schwägerin von Louis de Buade, Comte de Frontenac et de Palluau, und Anne de La Grange-Trianon. Ihre Kinder waren:
- François III. d’Espinay († 9. Juli 1694), Marquis de Saint Luc, Comte d’Ételan et de Norville, Seigneur Châtelain de Gaillefontaine etc., Guidon des Gendarmes de la Garde du Roi, Mestre de camp de Cavalerie; ⚭ 8. Januar 1674 Marie de Pompadour († Oktober 1723), Tochter und Erbin von Jean, Marquis de Pompadour, Ritter im Orden vom Heiligen Geist, und Marie Vicomtesse de Rochechouart
  - Marie Anne Henriette d’Espinay Saint-Luc († 1731), Vicomtesse de Rochechouart, Comtesse d’Ételan et de Norville, Marquise de Pompadour Dame de Saint-Luc, Gaillefontaine etc.; ⚭ Dezember 1715 François Bertrand de Rochechouart, dit le Vicomte de Rochechouart[8], Baron du Bâtiment (1676–1742), Sohn von Louis Joseph Victor de Rochechouart und Marie d’Escars, keine Nachkommen[9]
- Louis d’Espinay Saint Luc († Oktober 1684 nach einem Sturz vom Pferd bei Chambord), Abt von Saint-Georges de Boscherville, Almosenier des Königs
- Tochter d’Espinay Saint Luc, Nonne